# Nth Room
Nth Room (coreano: n번방, literalmente: sala enésima) es el nombre que recibe el caso criminal que involucra acoso cibernético, explotación sexual, espionaje sexual, sextorsion y distribución de contenido sexual de forma ilegal ocurrido en Corea del Sur entre diciembre de 2018 y marzo de 2020 a través de la aplicación de mensajería Telegram. Con una base de clientes de más de 260 mil usuarios el caso cuenta con 74 víctimas reportadas de las cuales 16 eran menores de edad incluidos estudiantes de secundaria.

## Contexto
La distribución de abuso y pornografía infantil tuvo relevancia en Corea del Sur, con 3449 responsables arrestados entre 2015 y 2018 según CNN. Debido a que Telegram tiene políticas de privacidad estrictas, los desarrolladores animaron globalmente a reportar cualquier indicio desde un menú dedicado. Además se realizaron colectivos locales para encontrar erradicar contenido ilegal como Project ReSET.
Durante 2019 este caso comienza a ser conocido dentro de comunidades online dominadas por hombres, es en este periodo de tiempo que se hace el primer reporte ante la policía denunciando las prácticas que ocurren dentro de estas salas de chat, sin embargo, la policía desecha el reporte.
Debido a las estrictas políticas de seguridad dentro de la plataforma Telegram este fue el medio perfecto para el establecimiento de un mercado clandestino de pornografía y esclavitud que incluía menores de edad.
En un principio un usuario con el seudónimo “God God” crea ocho salas de chat ordenadas numéricamente, para poder acceder a las demás salas era necesario ser miembro de una primera sala administrada por otro usuario apodado “Watchman”. A partir de esta primera sala el acceso a otros grupos era otorgado según el monto pagado al dueño del chat y a mayor suma de dinero había un mayor acceso a contenidos cada vez más violentos.  
Esta primera sala sirve como ejemplo que más tarde servirá para replicar el modo de operación con el que funcionarán salas similares, la principal metodología que utilizaban estas salas para obtener víctimas era publicar anuncios de empleo falsos, una vez habiendo llamado la atención de interesados en los anuncios solicitaba datos personales que posteriormente utilizaban para extorsionar a las víctimas y obligarlas a entregar cada vez más contenido de índole sexual. 
Es a partir de septiembre de 2019 que otra sala de esta naturaleza aparece en Telegram, en esta ocasión el administrador recibe el alias "Baksa" (coreano:박사, literalmente: Doctor).
En agosto de 2019, el Electronic Times realizó un reportaje sobre Nth Room, caso que generó indignación del público. El 13 de marzo de 2020 las autoridades confirmaron su existencia. Según The Korea Herald la red se dividió en tres salas de chats donde se difundió fotos y vídeos. Los costes de las salas varían según el nivel del contenido, con una tarifas iniciales de $200 y $1400 aproximadamente. Los pagos se realizaron en Bitcoin.
El modo operando fue el chantaje en que se enviaron desnudos de las víctimas a cambio de no difundir información personal. Según IBTimes, la organización contrató personas por falsas solicitudes de empleo en línea, para después comunicarse con el servicio de mensajería Telegram. Para ese entonces, dos estudiantes encubiertos y cercanos al autor principal encontraron enlaces que compartían material, accesible en los motores de búsqueda.

## Sospechosos
A 25 de marzo se contabilizaron a 124 sospechosos. El 23 de marzo de 2020, SBS reveló la información personal del principal responsable, su nombre es Cho Joo-bin (coreano: 조주빈) y tiene 25 años. El nombre se reveló a causa de una petición de 2 millones de firmas. Previamente Cho contactó con instituciones educativas en Incheon. Se le conoció por su alias "Baksa" (coreano:박사, literalmente: Doctor) y durante su intervención se confiscaron 130 millones de wones.
Tras revelar el principal implicado se relacionó con otros operadores que llevaban los sobrenombres de Watchman (와치맨), quien difundió más de 10 000 fotografías, y Pacific Ocean, un menor de edad. El 18 de mayo de 2020 la policía reveló a Moon Hyung-wook, otro implicado directo de "Baksa" que llevó el alias "God God" en la creación del grupo. El 26 de noviembre de 2020 Cho Joo-bin es sentenciado a cumplir con 40 años de prisión mientras que Moon Hyung-wook alias Watchman (와치맨) es sentenciado a 34 años de prisión en abril de 2021.

## Reacciones
En la política, el dirigente parlamentario del Partido Democrático de Corea, Lee In-youn prometió que el partido traerá el caso a la legislación parlamentaria. La oposición principal el Partido Futuro Unido condenó el caso, en qué ellos adelante el caso a la legislación parlamentaria que prohíbe cualquier tipo de pornografía infantil. El partido también instó el Partido Democrático no enfoque en la próxima elección general sin perder la cooperación con ellos para presentar su proyecto de ley.